# Milheirós
Milheirós ist eine Gemeinde im Norden Portugals.
Milheirós gehört zum Kreis Maia im Distrikt Porto, besitzt eine Fläche von 3,6 km² und hat 4762 Einwohner (Stand 19. April 2021).